# باب فاستر (بازیکن فوتبال)
باب فاستر (انگلیسی: Bob Foster؛ زادهٔ April qtr, 1911) بازیکن فوتبال اهل بریتانیا است.
از باشگاه‌هایی که در آن بازی کرده‌است می‌توان به باشگاه فوتبال اولدهام اتلتیک، باشگاه فوتبال ساوت‌همپتون، باشگاه فوتبال بری، باشگاه فوتبال آکرینگتون استنلی، و باشگاه فوتبال ورکسام اشاره کرد.